# Wild Heart
Wild Heart är en poprocklåt av det brittiska poprockbandet The Vamps, släppt den 19 januari 2014. Det är deras andra singel på albumet Meet the Vamps som släpptes den 14 april samma år. 
Låten är skriven av medlemmarna själva (James McVey, Connor Ball, Tristan Evans och Brad Simpson), Amund Bjørklund, Espen Lind (huvudmännen i produktionsteamet Espionage), Ben Harrison, Ibrahim "Ayb" Asmar och Jamie Scott.